# 程名程
程名程，直隶南和（今河北南和）人，是一名清朝政治人物。
程名程曾于1772年接替陈朝栋任金山县知县一职，1774年由黄元燮接任。